# Telenge
Telenge ali telege so dvojni volovski oziroma goveji jarem, ki so se na Dolenjskem in osrednjem  Štajerskem uporabljale za oranje ali vlečenje vozov. Po navadi so bile izdelane iz lesa, plug ali voz pa je bil nanje  privezan z vrvjo. Poznali so dve vrsti teleng: v vzhodni Sloveniji je bil razširjen dvojni podvratni jarem, ki je imel težji del na zgornji strani vratu živali in lažjo letvijo na spodnjem, oba dela pa povezana z dvema ali štirimi navpičnimi klini. Na Dolenjskem in Notranjskem pa je bil na zgornjo letev za vsako žival pritrjen poseben ovalen nastavek, imenovan kamba. Kasneje so telenge zamenjali s komati, ki so se pred tem uporabljali izključno za vpreganje konj.